# Ференц Коша
Ференц Коша (угор. Kósa Ferenc; *21 листопада 1937, Ньїредьгаза, Угорщина — 12 грудня 2018) — угорський кінорежисер і сценарист.

## Біографія
У 1959–1963 рр. навчався у Вищій школі театру і кіно. Ще бувши студентом, знімав короткометражні документальні фільми. В ігровому кіно дебютував в 1967 році у стрічці «Десять тисяч днів». У своїй творчості звертався до історії Угорщини та Європи. Писав сценарії до своїх фільмів. З 1972 року секретар Спілки працівників кіно і телебачення Угорщини.

## Вибрана фільмографія

### Режисер
- 1961 — Будній день — етюд / Etude звичайний день
- 1962 — Історія озера — кілька начерків / Jegyzetek egy tórténetéhez
- 1962 — Світло / Fény
- 1965 — Десять тисяч днів / Tízezer nap
- 1967 — Самогубство / Öngyilkosság
- 1970 — Вирок / Ítélet
- 1972 — Немає часу / No Time
- 1974 — Снігопад / Snow Tear
- 1977 — Покликання / Küldetés
- 1980 — Матч / A Match
- 1982 — Герніка / Guernica
- 1986 — По праву останнього слова / Az utolsó szó jogán
- 1988 — Інша людина / A másik ember

## Нагороди
- 1967 — Приз Найкращий режисер на 20-му Каннському кінофестивалі («Десять тисяч днів»);
- 1967 — Номінація на приз Золота пальмова гілка 20-го Каннського кінофестивалю («Десять тисяч днів»);
- 1968 — Премія імені Бели Балажа;
- 1989 — Заслужений артист УНР;
- 2007 — Премія імені Кошута.